# Кондратюк Богдан Олександрович
Богдан Олександрович Кондратюк (нар. 19 червня 1987) — український футболіст, захисник.

## Клубна кар'єра
Вихованець столичного АТЕКу, кольори якого з 2001 по 2002 рік захищав у ДЮФЛУ. Футбольну кар'єру розпочав у 2005 році в складі дубля бориспільського «Борисфена», у футболці якого зіграв 6 матчів у першості дублерів. За підсумками сезону «сталевари» вилетіли до першої ліги, в якій у дорослому футболі й дебютував Богдан. У першій частині сезону 2005/06 років зіграв 15 матчів у першості України та 1 поєдинок у кубку України. Під час зимової перерви в чемпіонаті вільним агентом перейшов у «Металург». У футболці донецького клубу дебютував 17 червня 2007 року в програному (0:2) виїзному поєдинку 30-го туру Вищої ліги проти сімферопольської «Таврії». Кондратюк вийшов на поле на 24-й хвилині, замінивши Аніса Буссаїді. Той матч виявився єдиним у футболці першої команди «металургів», решту ж часу захищав кольори дублюючого складу. У команді провів 5 сезонів, 
Напередодні старту сезону 2009/10 років приєднався до алчевської «Сталі». У команді провів 5 сезонів (проте в останньому з них, 2013/14, на поле не виходив), за цей час у Першій лізі зіграв 106 матчів та відзначився 3 голами, ще 7 матчів провів у національному кубку. У березні 2014 року був виключений з заявки алчевців на сезон. У лютому 2014 року перейшов у ФК «Полтава», проте у футболці городян не зіграв жодного офіційного матчу. Надалі виступав у чемпіонаті Черкаської області за «Шевченківський край» (Городище), а у 2017 році перейшов у погребищенську «Десну» з чемпіонату Чернігівської області. У 2018 році підсилив «ЛНЗ-Лебедин», який виступав у аматорському чемпіонаті України.

## Кар'єра в збірній
У 2005 році викликався до складу юнацької збірної України U-19. У команді дебютував 20 квітня 2005 року в нічийному (1:1) поєдинку проти однолітків з Білорусі, вийшовши на поле в стартовому складі. У складі юнацької збірної провів 4 матчі.

## Досягнення
«Сталь» (Алчевськ)
- Перша ліга чемпіонату України
  -  Срібний призер (1): 2012/13